# Osman Bukari
Osman Bukari (født 13. december 1998) er en ghanesisk professionel fodboldspiller, der spiller som kantspiller for den serbiske klub Red Star Beograd og Ghanas landshold.